# Carlo Galli
Carlo Galli (Montecatini Terme, 6 de março de 1931 - 6 de novembro de 2022) foi um ex-futebolista italiano que atuava como atacante.

## Carreira
Carlo Galli fez parte do elenco da Seleção Italiana de Futebol na Copa do Mundo de 1954, na Suíça, ele fez duas partidas e um gol.